# Deutsche Schule Barranquilla
Die Deutsche Schule Barranquilla (span. Colegio Alemán de Barranquilla) ist die älteste der vier deutschen Auslandsschulen in Kolumbien und eine der ältesten Deutschen Auslandsschulen in Lateinamerika. Sie wurde 1912 von Mitgliedern der deutschen Kolonie in Barranquilla gegründet und ist heute ein Ort der Begegnung und des interkulturellen Austausches in einem innovativen und multimedialen Lernzentrum.

## Geschichte

### Gründung
Im Jahr 1912 wurde von Mitgliedern der deutschen Kolonie in Barranquilla der Deutsche Schulverein gegründet, mit dem Ziel einen deutschsprachigen Kindergarten zu eröffnen. Es gelang, die Unterstützung des Auswärtigen Amts zu gewinnen und am 9. Februar 1913 konnte die neu gegründete Deutsche Schule Barranquilla ihren Unterrichtsbetrieb aufnehmen. Im Jahr 1930 wurde ein eigenes Schulgebäude im Stadtteil Bellavista erworben. Die Schüler waren zum Teil Kinder ansässiger Deutscher und zum überwiegenden Teil Kolumbianer oder Angehörige anderer Staaten.

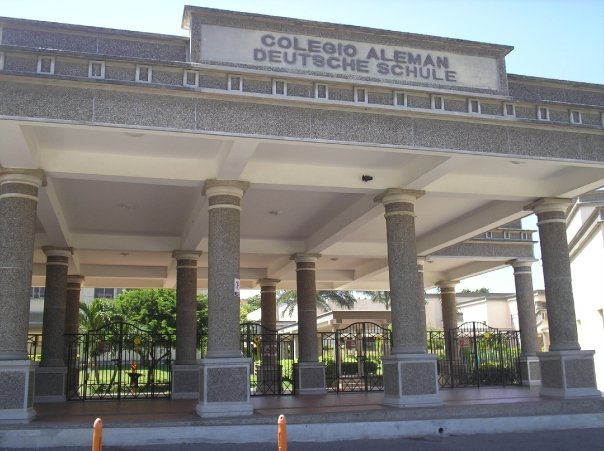
Eingangsbereich der Deutschen Schule Barranquilla

### Schließung & Neueröffnung
Während des Zweiten Weltkrieges musste die Schule 1942 geschlossen werden; wurde aber 1956 wieder neu eröffnet. Der Deutschunterricht geriet aber zunächst ganz in den Hintergrund und auch der vorher praktizierte Unterricht in deutscher Sprache fand nicht mehr statt, so dass dies schließlich zur Streichung der deutschen Schulbeihilfe führte. Im März 1963 wurde mit Unterstützung aus Deutschland ein neues Schulgebäude errichtet. Danach erhielt die deutsche Sprache im Unterricht wieder einen höheren Stellenwert (die Unterrichtssprache blieb aber grundsätzlich Spanisch) und Sprachdiplomprüfungen wurden eingeführt.

### Neubau
Im Jahr 2002 wurde ein neues Schulgebäude zwischen Barranquilla und Puerto Colombia fertiggestellt und ein gemischtsprachiges International Baccalaureate eingeführt, das den Absolventen einen direkten Zugang zu deutschen Hochschulen ermöglicht. Heute sind nur noch etwa 1 % der Schüler deutsche Muttersprachler, die übrigen lernen Deutsch als Fremdsprache. Im Jahr 2009 lag die Schule auf Platz 68 im landesweiten Ranking der Schulen Kolumbiens.
Schulträger ist die Corporación Cultural Colegio Alemán. Im Jahr 2016/17 waren 925 Schüler eingetragen.